# Watinoma
Ne doit pas être confondu avec Watinooma ou Ouatinoma.
Watinoma, également orthographié Ouatinoma, est une commune rurale située dans le département de Yé de la province du Nayala dans la région de la Boucle du Mouhoun au Burkina Faso.

## Santé et éducation
Le centre de soins le plus proche de Watinoma est le centre de santé et de promotion sociale (CSPS) de Yé tandis que le centre médical avec antenne chirurgicale (CMA) de la province se trouve à Toma.